# Chlorocypha seydeli
Chlorocypha seydeli är en trollsländeart som beskrevs av Frederic Charles Fraser 1958. 
Chlorocypha seydeli ingår i släktet Chlorocypha och familjen Chlorocyphidae. IUCN kategoriserar arten globalt som livskraftig. Inga underarter finns listade i Catalogue of Life.